# 九州龍谷短期大学
九州龍谷短期大学（きゅうしゅうりゅうこくたんきだいがく、英語: Kyushu Ryukoku Junior College）は、佐賀県鳥栖市村田町岩井手1350に本部を置く私立短期大学。1878年振風教校として創立、1952年短期大学設置。大学の略称は龍谷短大。

## 概観

### 大学全体
- 佐賀県鳥栖市に所在する日本の私立短期大学で、設置主体は学校法人佐賀龍谷学園[1]。龍谷大学の姉妹校で、龍谷総合学園加盟校である。
- 1952年に学科数1、入学定員40名体制で佐賀市にて開学。1985年より鳥栖市に移転、学科体制は最大で3だったが、一部学科の統合により2学科に短縮されている。
- 2013年に移転した旧佐賀県立病院好生館（旧校地の北隣）の跡地利用案として一時、当校の移転と看護系大学新設の計画が持ち上がったが、断念された[2]。
- 2024年度の入学生を最後に[注釈 1]、短期大学としての使命を終えることが決まった。

### 建学の精神（校訓・理念・学是）
- 九州龍谷短期大学における建学の理念は、親鸞の精神であり、その実践のために知恩・自律・内省・平和を目標に掲げている。

### 教育および研究
- 九州龍谷短期大学は日本の仏教系大学である関係上、「仏教学」と称した科目が開講されている。

### 学風および特色
- 九州龍谷短期大学は仏教系の短大であることから、「報恩講」をはじめとした宗教的イベントが催されているのが特徴である。

## 沿革
- 1878年
  - 4月 佐賀市高木町願正寺境内に振風教校を開校[4]。
- 1900年
  - 9月 西肥仏教中学校と改称。
- 1902年
  - 3月 佐賀市水ヶ江に移転し、第五仏教中学校と改称。
- 1908年
  - 4月 私立龍谷中学校と改称。
- 1912年
  - 4月 龍谷専修学院を併設。
- 1919年
  - 4月 龍谷中学校と改称。
- 1947年
  - 4月 新制・龍谷中学校を併設。
- 1948年
  - 4月 龍谷専修学院を仏教学院に改組。新設・龍谷高等学校を設立。
- 1951年
  - 3月10日 佐賀龍谷学園が財団法人から学校法人へ組織を変更[5]。
- 1952年 左記を以て文部省[注 2]より短期大学の設置
  - 3月5日 左記を以て文部省[注 3]より短期大学の設置が認可される[注 4]。
  - 4月1日 旧来の仏教学院を改組し佐賀龍谷短期大学が以下の学科体制にて開学する。
    - 仏教科 入学定員40名
- 1954年
  - 4月1日 学科を以下の通り増設する[8]。
    - 国文科 入学定員80名

  - 5月1日 学生数[9]/定員
    - 仏教科 男43/80
    - 国文科 82[注 5]/80
- 1955年
  - 4月1日 国文科及び仏教科に教職課程が開講される。
  - 同 佐賀龍谷幼稚園教員養成所を開設。
- 1960年
  - 4月1日 学科の入学定員を以下の通り変更する。
    - 仏教科 40→20
    - 国文科 80→40

  - 5月1日 学生数[10]/定員　
    - 仏教科 男17/60
    - 国文科 41[注 6]/120
- 1962年
  - 4月1日 学科を以下の通り増設する[11]。
    - 保育科 入学定員25名[注 7]

  - 5月1日 学生数/定員
    - 仏教科 19[注 8]/40
    - 国文科 66[注 9]/80
    - 保育科 女36/25
- 1963年
  - 3月31日 佐賀龍谷幼稚園教員養成所を廃止。
- 1966年
  - 4月1日 学科の入学定員を以下の通り変更する。
    - 国文科 40→60
    - 保育科 25→50　[12]

  - 5月1日 学生数/定員　
    - 仏教科 41[注 10]/40
    - 国文科 189[注 11]
    - 保育科 女181
- 1967年
  - 4月1日 佐賀龍谷短期大学付属慈光幼稚園を開園。
- 1975年
  - 4月1日 佐賀龍谷短期大学付属慈光幼稚園を佐賀龍谷短期大学付属龍谷幼稚園に改称
- 1978年
  - 10月 学園創立百周年記念式典
- 1982年
  - 10月 短期大学開学三十周年記念式典
- 1985年
  - 4月1日 九州龍谷短期大学に名称変更[13]
  - 同 鳥栖市村田町の現在地にキャンパスを移転。
- 1988年
  - 4月1日 佐賀龍谷学園創立百十周年記念式典。
- 1991年
  - 4月1日 一部の学科の入学定員の増員[注 12]が行われる[16]。
    - 仏教科 20→40
    - 国文科 60→100

  - 5月1日 学生数[17]/定員
    - 仏教科 96[注 13]/60
    - 国文科 203[注 14]/160
    - 保育科 153[注 15]/100
- 1997年
  - 4月1日  仏教科に仏教福祉コースを、国文科に福祉文化コースを開設。
- 1999年
  - 5月1日 学生数[18]/定員
    - 仏教科 44[注 16]/80
    - 国文科 67[注 17]/200
    - 保育科 113[注 18]/100
- 2001年
  - 4月1日 学科の名称を以下の通り変更する[19]。
    - 仏教科→仏教学科
    - 国文科→日本語・日本文化学科
    - 保育科→保育学科
- 2002年
  - 4月1日 仏教学科に日本語・日本文化学科を統合して人間コミュニティ学科（仏教コース、司書・情報コース）として改組転換を開始する[20]。短期大学開学五十周年。
- 2004年
  - 3月31日 仏教学科、日本語・日本文化学科を正式に廃止する[21]。
- 2005年
  - 4月1日 学科の入学定員を以下の通り変更する[22]。
    - 人間コミュニティ学科 140→90
    - 保育学科 50→100
- 2008年
  - 4月1日 人間コミュニティ学科に映像・放送コースを開設。学園創立百三十周年。
  - 同 人間コミュニティ学科の入学定員を90→50に減員[23]。
- 2010年
  - 4月1日 九州龍谷短期大学付属龍谷保育園を開園。
- 2011年
  - 4月1日 保育学科の入学定員を100→75に減員[24]。
- 2012年
  - 4月1日 短期大学開学六十周年。
- 2015年
  - 4月1日 九州龍谷短期大学付属龍谷こども園（認定こども園）を開園。龍谷幼稚園、龍谷保育園を廃止。
- 2016年
  - 4月1日 保育学科に3年コースを開設。鳥栖市および鳥栖市教育委員会と包括連携協定を締結。
- 2018年
  - 4月1日 学園創立百四十周年。鳥栖商工会議所と包括連携協定を締結。
- 2024年
  - 4月1日 最後の学生募集となる[注釈 1]。これにより、佐賀県から初めて短期大学の廃止が出ることになる[注 19]。

## 基礎データ

### 所在地
- 佐賀県鳥栖市村田町岩井手1350

### 象徴
- カレッジマークは「Ryukoku」の頭文字である「R」を図案化したものとなっている。オリジナルマークは右記資料より[4]。

### 組織

#### 学科
- 保育学科：1962年設置。
- 人間コミュニティ学科：2002年度に仏教学科と日本語・日本文化学科を統合し誕生。
  - 映像・放送コース
  - 司書・情報コース
  - 仏教コース

##### 過去の学科体制[注 20]
- 仏教学科 入学定員40名
- 日本語・日本文化学科 入学定員100名
- 保育学科 入学定員50名

##### 設置計画のあった学科
- 商業科 開学当初に設置される予定があった[25]。

#### 取得資格について
資格
- 保育士：保育学科
- 司書：人間コミュニティ学科
- 社会福祉主事（任用）：保育学科

教職課程
- 幼稚園教諭二種免許状：保育学科
- 中学校教諭二種免許状（国語）：かつての仏教科・国文科[26]において設置されていた。

民間資格
- 本願寺派教師資格：人間コミュニティ学科
- 本願寺派学階『得業』：人間コミュニティ学科
- 情報処理士：人間コミュニティ学科（全国大学実務教育協会により認定）
- ビジネス実務士：人間コミュニティ学科（全国大学実務教育協会により認定）
- レクリエーション・インストラクター：保育学科・人間コミュニティ学科（財団法人日本レクリエーション協会により認定）
- 当初は、仏教科・国文科において中学校教諭ほか高等学校教諭免許状（国語）の教職課程を併設[27]。

#### 附属機関
- 仏教文化研究所
- 地域交流センター
- 学生ボランティアセンター
- 子育てサポートセンター
- 附属図書館：所蔵数はおよそ40,000冊。

### 教育
- 現代的教育ニーズ取組支援プログラム
  - 「いのちの教育」：報恩講座・自然の森体験が行なわれた。
  - ほか、「県内全短大連携による幼児期からの環境教育」において2006年度より文部科学省より採択されている。

### 研究
- 『仏教文化』[28]
- 『九州龍谷短期大学国文学論集』[29]
- 『いのち』[30]
- 『佐賀龍谷短期大学紀要』[31]

## 学生生活

### 部活動・クラブ活動・サークル活動
- 九州龍谷短期大学のクラブ活動には、バスケットボール・サッカー・軽音楽・放送部・吹奏楽部・ボランティア(カントリー)などがある。保育学科には、教育の一環として「人形劇」・「オペレッタ」・「リトミック」・「ダンス」の5つのサークルがある。

- 近年は吹奏楽部に力を入れており、入学金半額免除の推薦制度を導入している。

- 毎年11月下旬に「幼児教育研究発表会」といって、一つのテーマに沿ってサークル別に発表を行っている。保育学科の2年生は第二幕として合奏・合唱を行っている。

### 学園祭
- 九州龍谷短期大学の学園祭は「振風祭」と呼ばれており、毎年概ね7月に行なわれているが2018年度より10月に開催。

## 施設

### キャンパス
- 交通アクセス：JR長崎本線肥前麓駅下車。徒歩10分。

### 学生食堂
- 学内に併設されている。

### 講堂
- 「振風講堂」と称した講堂がある。宗教的イベントがこちらで行なわれている。

### 寮
- 九州龍谷短期大学の学生寮には「慈風寮」と呼ばれる女子寮が学内にある。

## 対外関係

### 他大学との協定
- 西九州大学短期大学部
- 佐賀女子短期大学
- 放送大学[32]

### 系列校
- 龍谷大学
- 龍谷大学短期大学部
- 東九州短期大学
- 龍谷大学付属平安中学校・高等学校
- 龍谷中学校・高等学校

### 姉妹校
- 善隣大学
- 釜山女子大学

## 社会との関わり

### 九州龍谷杯 映像・放送コンテスト
- 九州龍谷短期大学の主催で九州・沖縄の高校生を対象にした放送コンテストを2007年から開催している。映像部門とアナウンス・朗読部門の2部門があり、アナウンスと朗読は別々に審査、表彰される。

## 卒業後の進路について

### 就職について
- 旧来の仏教学科では本願寺事務所や教務所、浄土真宗各寺院法務員など仏教の専門家に携わる人のみならず各種社会福祉施設や一般企業など多岐にわたっている。
- 旧来の国文科&日本語・日本文化学科:佐賀共栄銀行・キユーピー・大同印刷・九電産業・風月フーズ・西九リネン・亀井通産・メックなど一般企業や、司書資格を活かして佐賀市立図書館・武雄市図書館など公共図書館に就職する人も見られている。
- 保育学科:在学中に取得した資格や免許を活かして保育園や幼稚園など児童関連に携わる人が多い傾向にある。

### 編入学・進学実績
- これまでの実績では、系列の龍谷大学ほか図書館情報大学・久留米大学・九州国際大学・西九州大学などがある。

## 附属学校
- 九州龍谷短期大学附属龍谷こども園 - 所在地: 佐賀市水ヶ江3丁目5-20